# Футбол на Занзибаре

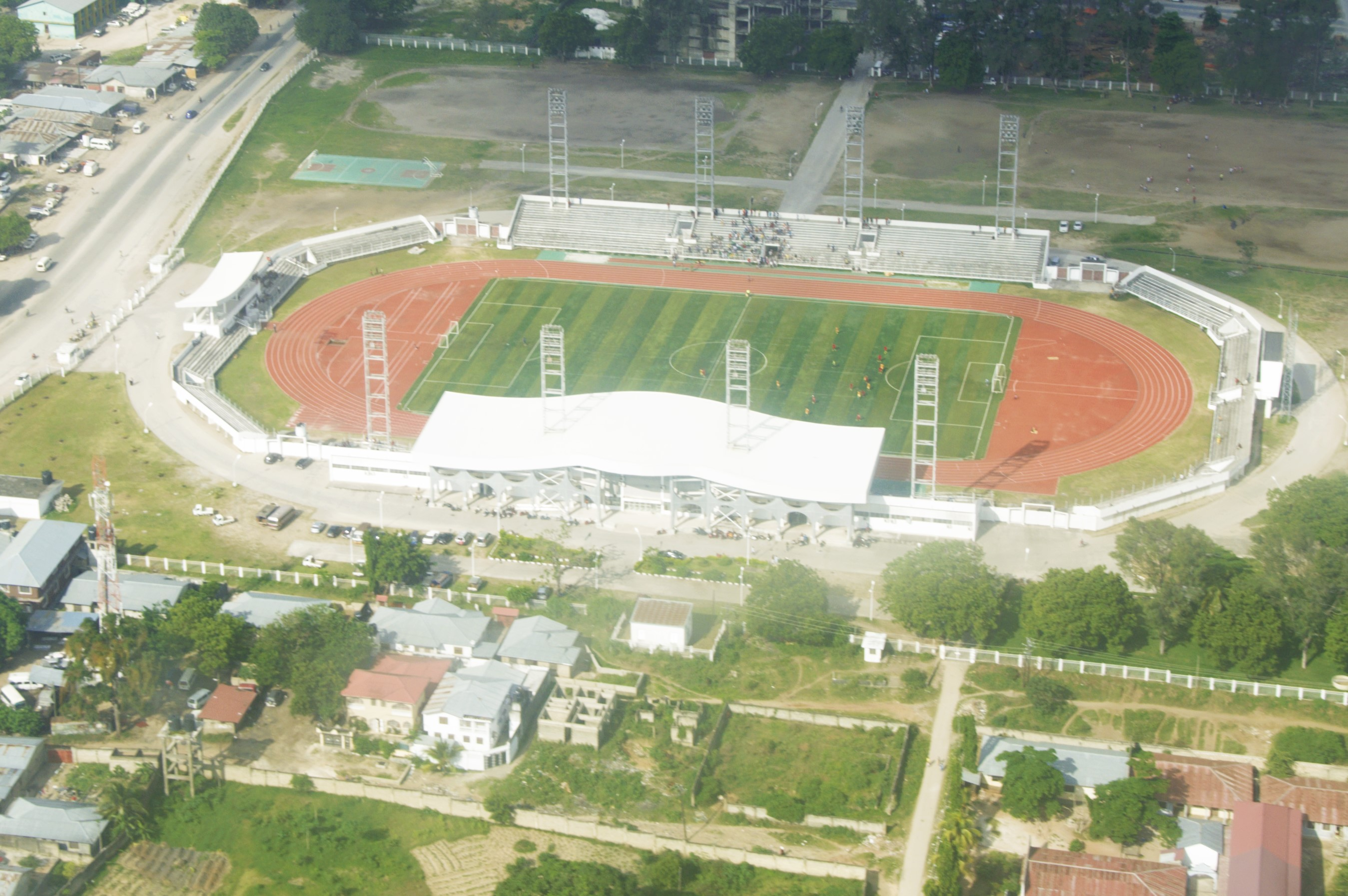
Стадион «Амаан» вмещает 15 тысяч зрителей

Футбол на Занзибаре появился в 1920-е годы. Учреждённая в 1926 году Занзибарская федерация футбола не является членом ФИФА, однако состоит в КОСАФА и Африканской конфедерации футбола (неполноправный член). В Занзибаре проводится чемпионат и кубок, а клубы-победители этих соревнований получают возможность играть в африканских Лиге чемпионов и Кубке конфедераций. До 2003 года занзибарские команды играли в чемпионате и кубке Танзании.
Сборная Занзибара не имеет права выступать на Кубке африканских наций, но тем не менее принимает участие в региональном турнире под названием Кубок КОСАФА.
Крупнейшими стадионами Занзибара является «Амаан» (15 тысяч зрителей), «Мао Цзэдун» и «Гомбани».

## История
Первые данные о проведении футбольных соревнований на Занзибаре относятся к 1924 году, когда архипелаг был британским протекторатом. Тогда был разыгран Кубок Даргара среди 10 команд, а сильнейшей в финале оказалась «Мнаси Можа» обыгравшая «Кеддис». В том же году составлена из белых команда «Мнаси Можа» (в переводе — «Каменный город») также стала обладателем Кубка Самачара. Первый чемпионат Занзибара прошёл в 1926 году среди девяти команд. Победителем стала «Мнаси Можа», завоевавшая и первый в истории Кубок Занзибара, одолев в финале команду «Нью Кингз». 1926 год также считается годом основания Занзибарской федерации футбола.
В течение двух десятилетий сильнейшими командами были команды спортивного клуба «Араб» и департамента общественных работ. В 1931 году был проведён Кубок Крофтона среди сельских команд. В 1940-е годы проводился Кубок Кеттлс-Роя и Циглера, а в начале следующего десятилетия — Кубок Джинна и Кубок Рэнкайн.
Сборная Занзибара впервые была сформирована в 1947 году и сыграла на Кубке Госсиджа в Дар-эс-Салам, где уступила в полуфинальной игре Танганьике (1:3). В 1949, 1953, 1957 и 1966 годах Занзибар принимал розыгрыш Кубка Госсиджа. Лучшим результатом на турнире для сборной Занзибара является второе место 1959 года. В 1964 году в рамках африканского турне со сборной Занзибара сыграл советский клуб «Крылья Советов» из Куйбышева (2:2). В 1975 году во время визита в Танзанию с занзибарцами встретился «Днепр» (Днепропетровск) — поражение 1:3.
Занзибар стал одним из учредителей Союза футбольных ассоциаций Восточной и Центральной Африки (КЕСАФА) в 1973 году, хотя к тому моменту архипелаг уже объединился с Танганьикой в единое государство Танзания. Клубы из Занзибара с 1982 по 2003 год выступали в объединённом чемпионате Танзании. Единственный раз команда из архипелага побеждала в танзанийском первенстве в 1984 году, когда золотые медали завоевала КМКМ. Неоднократно команды из Занзибара побеждали на Кубке Ньерере (сейчас — Кубок Танзании).
В августе 2002 года Занзибарская федерация футбола вышла из состава Футбольной федерации Танзании и начала кампанию по вступлению в Африканскую конфедерацию футбола (КАФ) и ФИФА. В 2004 году Занзибар стал ассоциированным членом КАФ. Занзибарские клубы начали выступать в Лиге чемпионов и Кубке конфедераций, однако сборной при этом было запрещено участвовать в Кубке африканских наций. ФИФА в свою очередь отказалось принять Занзибар в свои ряды, поскольку архипелаг не является независимым государством.
На генеральной ассамблее КАФ под председательством Иссы Хаяту в марте 2017 года Занзибар был принят полноправным 55-членом организации. При этом президент Федерации футбола Танзании Джамал Малинзи поддержал заявку Занзибара. Спустя четыре месяца, когда председателем КАФ стал Ахмад Ахмад, решение о членстве Занзибара было аннулировано со ссылкой на то, что КАФ не может принимать в свои ряды две федерации из одного государства.
Занзибар с 2004 года являлся временным членом NF-Board, а после её упразднения присоединился к Конфедерации независимых футбольных ассоциаций (ConIFA). Занзибар принимал участие в таких турнирах как FIFI Wild Cup 2006 (второе место), ELF Cup 2006 (четвёртое место) и VIVA World Cup 2012 (третье место). На чемпионат мира ConIFA 2014 команда не прибыла, поскольку Швеция отказалась выдать визы занзибарским футболистам. В 2021 году было анонсировано проведение Кубка Африки ConIFA в Занзибаре, однако в итоге турнир не состоялся.

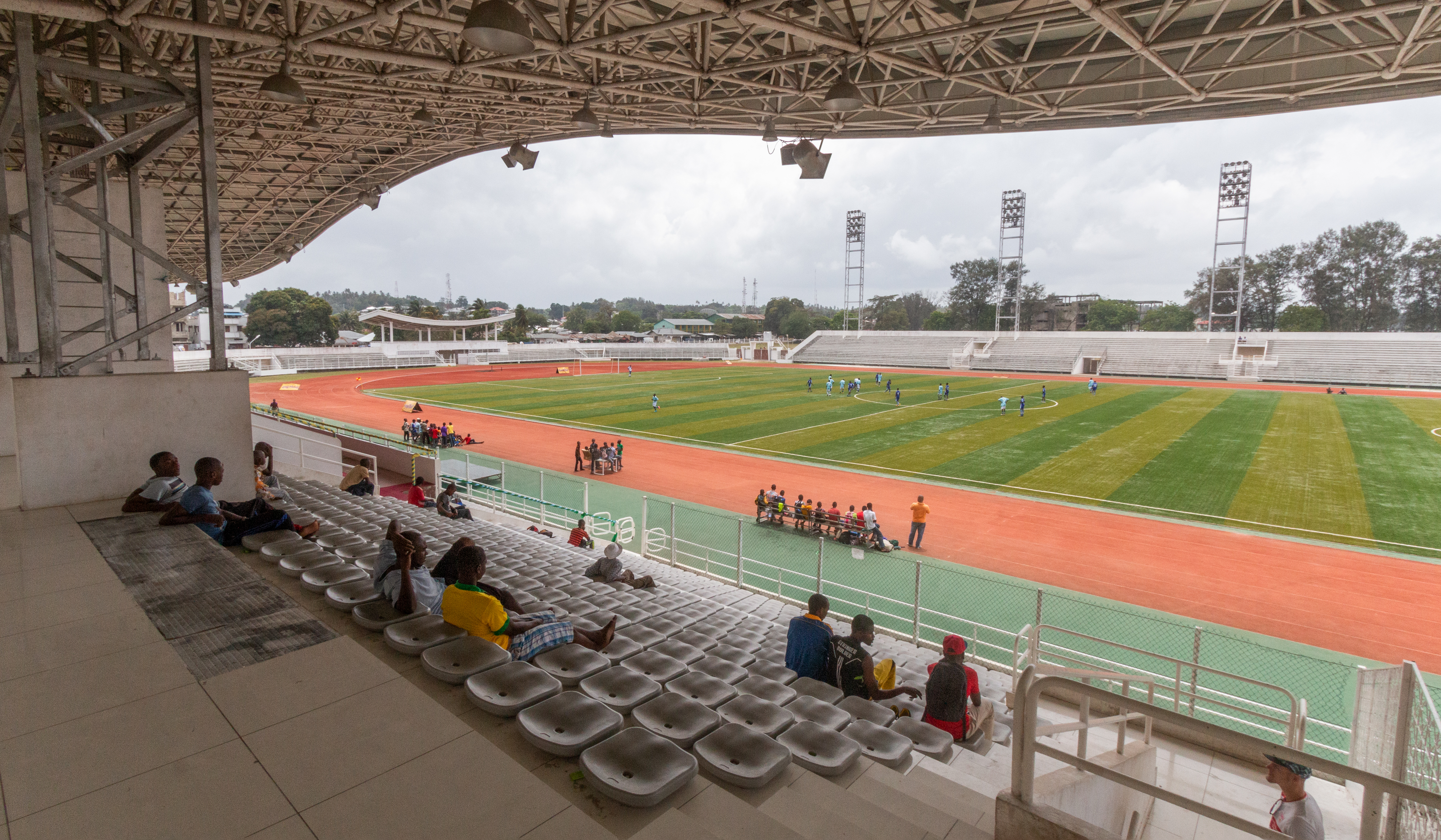
Стадион «Амаан» в 2014 году

В честь 40-летия занзибарской революции в 2004 году был учреждён Кубок Мапиндузи, который впоследствии стал международным. В турнире, кроме команд Занзибара и Танзании, в разное время участвовали клубы из Кении, Уганды, Бурунди, Руанды и Южного Судана.
С момента учреждения Кубка КЕСАФА в 1973 году Занзибар одержал лишь одну победу на турнире 1995 года. В 2023 году юношеская сборная Занзибара до 15 лет стала победителем чемпионата КОСАФА, обыграв в финале угандийцев. В ноябре 2023 года сборная России планировала провести товарищеский матч с Занзибаром, но местная федерация в итоге отказалась от проведения игры.
Президентом команды «ПилиПили» из второго дивизиона Занзибара является поляк Войцех Жабинский, владеющий на архипелаге сетью отелей. Для продвижения футбола он приглашал в Занзибар игрока в пляжный футбол Богуслава Сагановского, арбитра Шимона Марциняка и ряд польских спортивных журналистов. В 2021 году играющим тренером команды стал Матеуш Цетнарский.

## Женский футбол
Женский футбол на Занзибаре начал развиваться после визита в 1988 году шведской команды «Тюресё», проводившей африканское турне для популяризации футбола среди женщин. Матч состоялся на стадионе «Амаан», а выступить за Занзибар были приглашены бадминтонистки и спортсменки из других видов спорта. Впоследствии Насра Джума Мохаммед основала футбольную команду «Вумен Файтерс». С 2004 года на Занзибаре проводится женский футбольный чемпионат. Трижды женская сборная Занзибара участвовала в чемпионата КОСАФА (2016, 2019, 2022).
Поскольку 99 % населения Занзибара исповедуют ислам, то футболистки сталкиваются с критикой из-за игры в шортах и отсутствия хиджаба. Футболистки также встречаются с предрассудками, связанными с подозрением их в лесбиянстве, что может караться штрафом по Уголовному кодексу Занзибара.
В 2007 году о женском футболе на архипелаге камерунским режиссёром Флоренс Айиси был снят фильм «Королевы футбола Занзибара».

## Пляжный футбол
Первую победу на международном уровне сборная Занзибара по пляжному футболу одержала в 2017 году на Кубке Дар-эс-Салама, где в финале обыграла Малави (3:2).